# Lazarettstraße (München)
Die Lazarettstraße ist eine Innerortsstraße im Stadtbezirk Neuhausen (Nr. 9) von München.

## Verlauf
Die Straße beginnt an der Nymphenburger Straße und verläuft von dort nach Nordosten westlich parallel zur Lothstraße bis zur Dachauer Straße, an der sie endet.

## Öffentlicher Verkehr
Die Haltestelle Maillingerstraße der Buslinie 153 liegt in der Lazarettstraße, am Südende an der Kreuzung zur Nymphenburger Straße. An dieser liegt auch der U-Bahnhof Maillingerstraße der Münchner U-Bahn. Durch die Dachauer Straße verkehrt die Trambahnlinie 21.

## Namensgeber
Die Straße ist nach dem an ihr gelegenen Militärlazarett (nach weitgehender Zerstörung im Zweiten Weltkrieg jetzt Deutsches Herzzentrum) benannt.

## Charakteristik

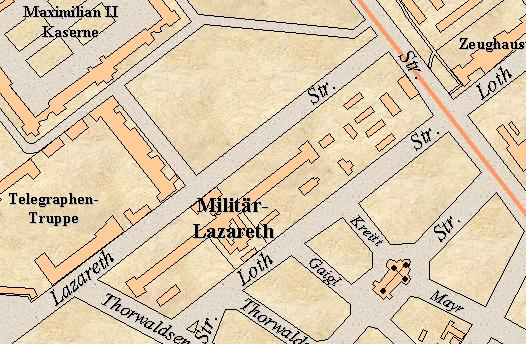
Lagekarte, um 1922

Die Straße führte im Südteil des Oberwiesenfelds am langgestreckten Militärlazarett entlang, dessen im Krieg nicht zerstörter nördlicher Teil in das Deutsche Herzzentrum integriert ist. An der Westseite der Straße lag die Telegraphenkaserne (jetzt neu überbaut). In der Nähe lagen die abgeräumte Maximilian-II-Kaserne und das von der Hochschule für angewandte Wissenschaften München genutzte Zeughaus München (Lothstraße).

## Denkmalgeschützte Bauwerke

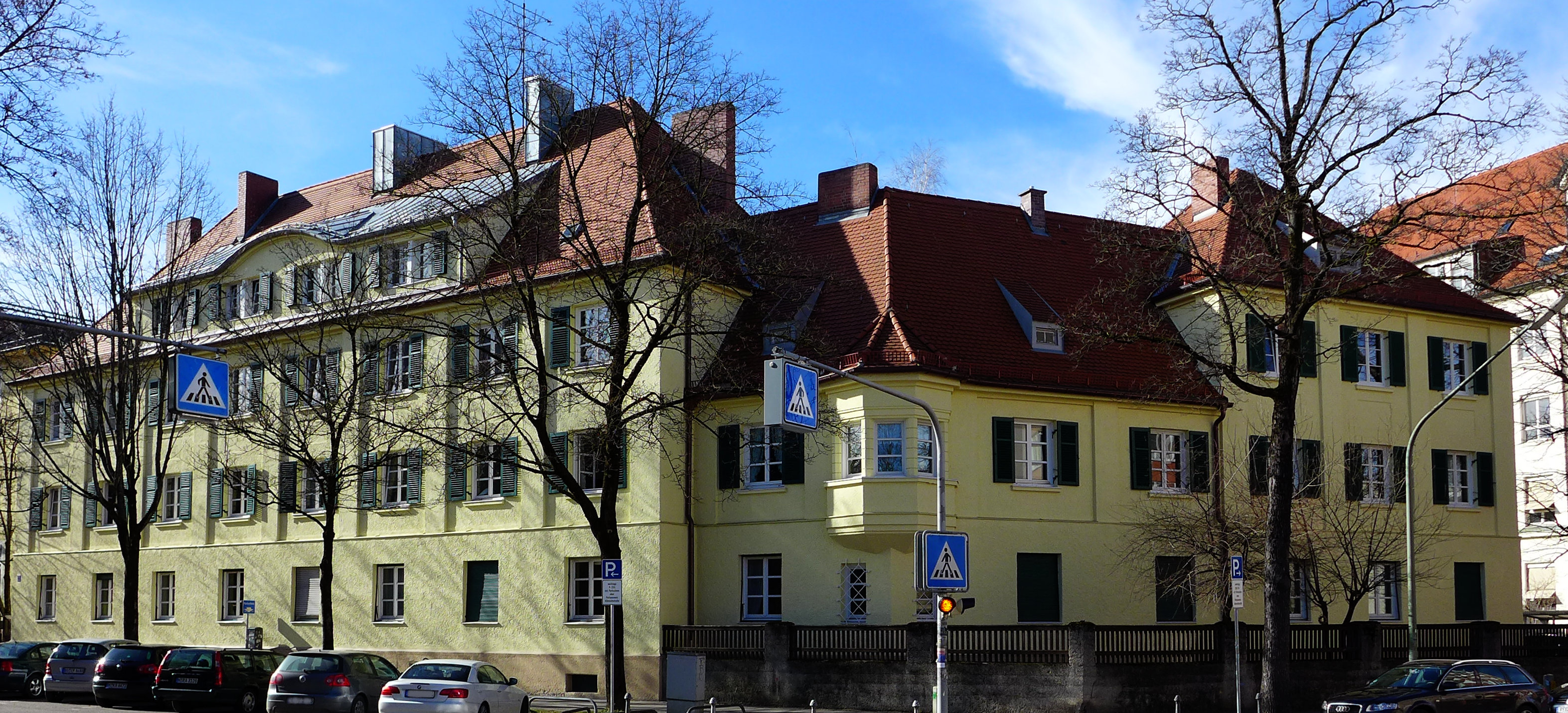
Lazarettstraße 1

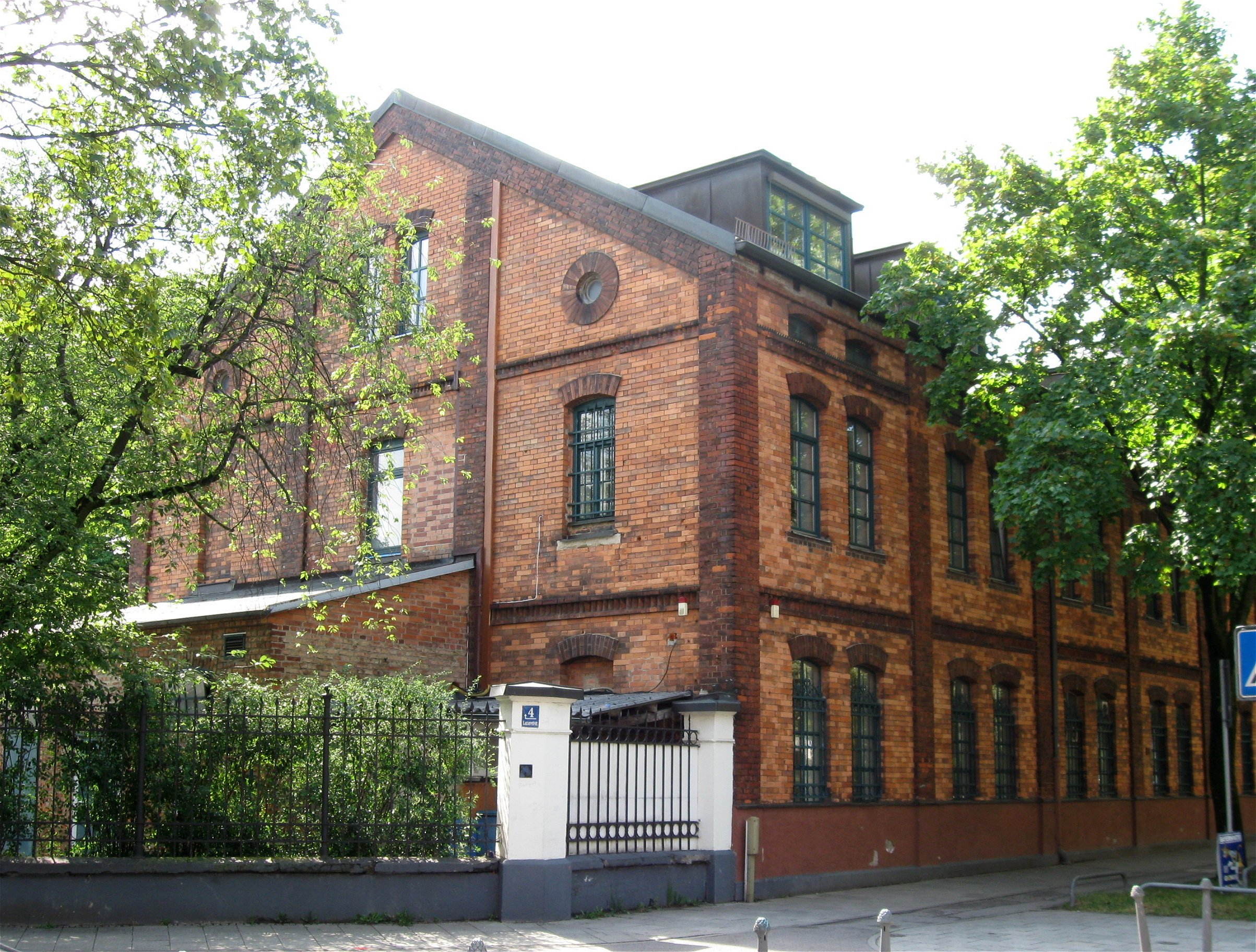
Lazarettstraße 4

- Lazarettstraße 1: Mietshaus, barockisierend, freistehender Eckbau, 1907 (Denkmalliste D-1-62-000-3805)
- Lazarettstraße 4: Teil der ehemaligen Garnisonsverwaltung. jetzt Richard Pflaum Verlag, Vorderhaus zweigeschossiger Backsteinbau mit Stichbogenfenstern und Lisenen, Ende 19. Jahrhundert (Denkmalliste D-1-62-000-3806)
- Lazarettstraße 40, Nordostflügel des ehemaligen Militärlazaretts, jetzt Teil des Deutschen Herzzentrums, langgestreckter, dreigeschossiger Flachsatteldachbau mit vier flachen Risaliten und Eckpavillon im Nordosten, romanisierende Sichtziegelbauweise, von Arnold Zenetti, 1868–71; Einfriedung Sichtziegelmauer mit Lisenen und erhöhter Pfeilergliederung; Pergola, Eisenkonstruktion (Denkmalliste D-1-62-000-4058).

## Weitere Gebäude
- Deutsches Herzzentrum München, Lazarettstraße 36
- Gebäude der Hanns-Seidel-Stiftung, Lazarettstraße 33 (zuvor Sitz der CSU-Landesleitung)

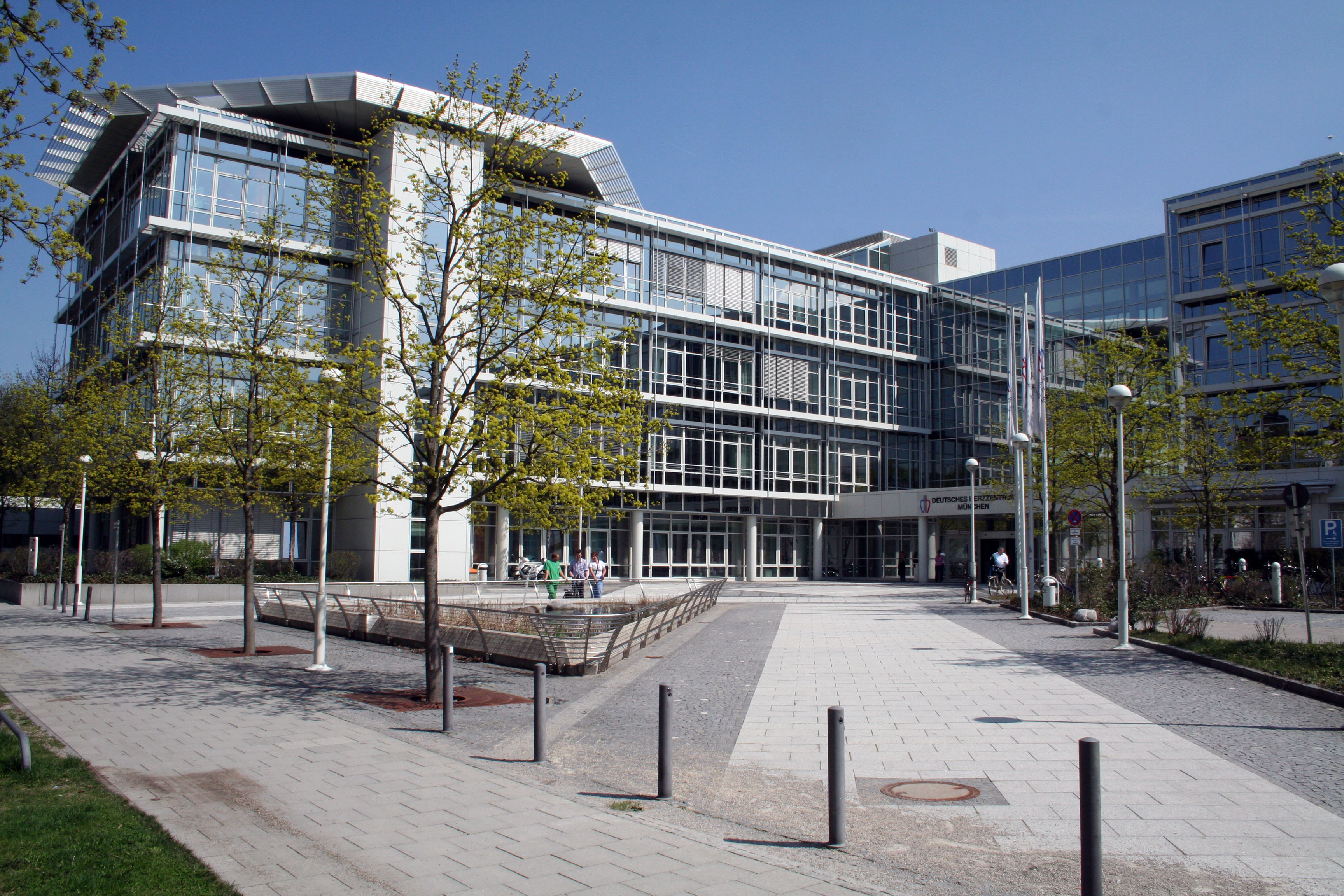
Deutsches Herzzentrum München
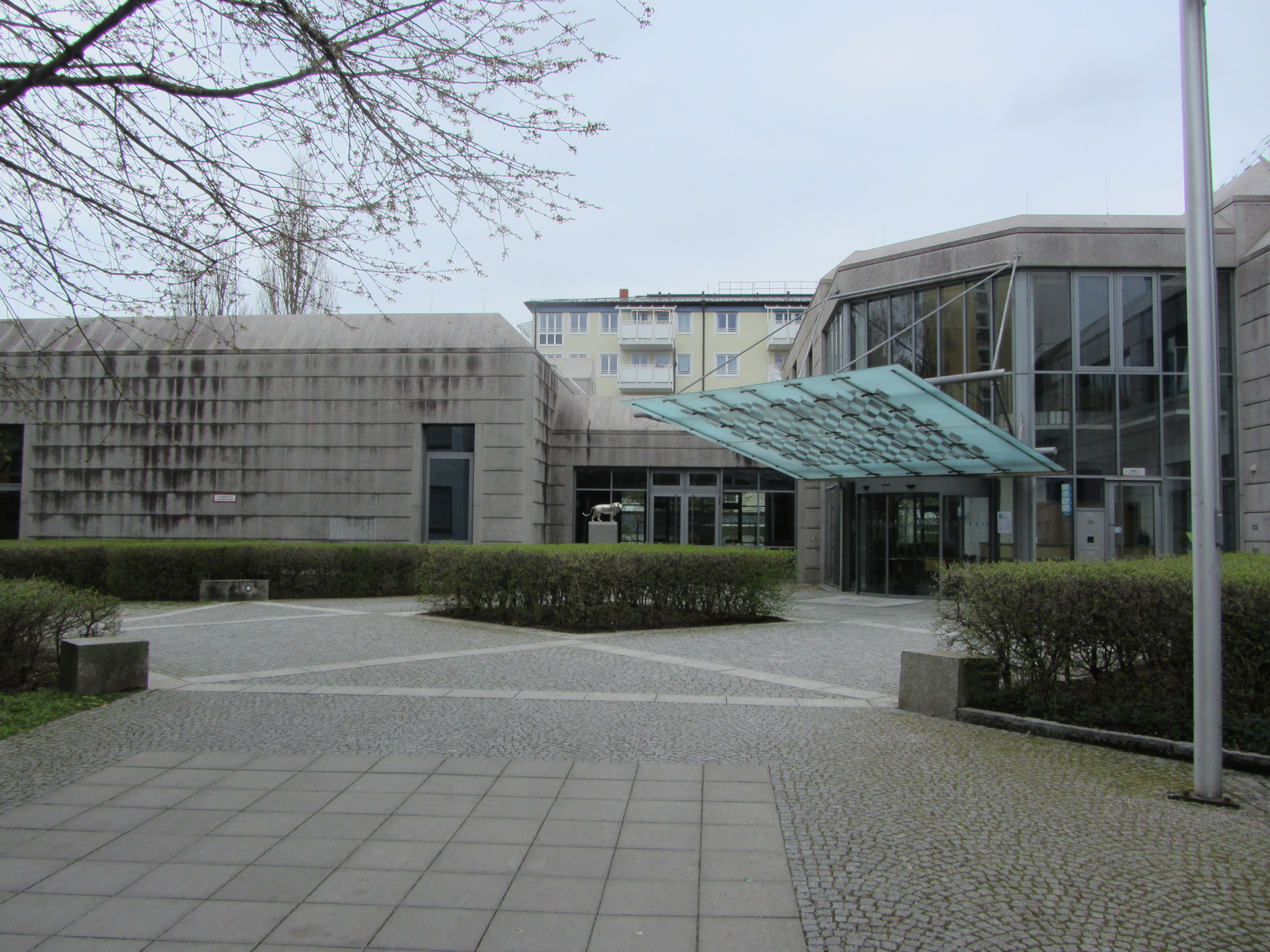
Hanns-Seidel-Stiftung

## Kunstobjekte
- Brunnen Lazarettstraße 4

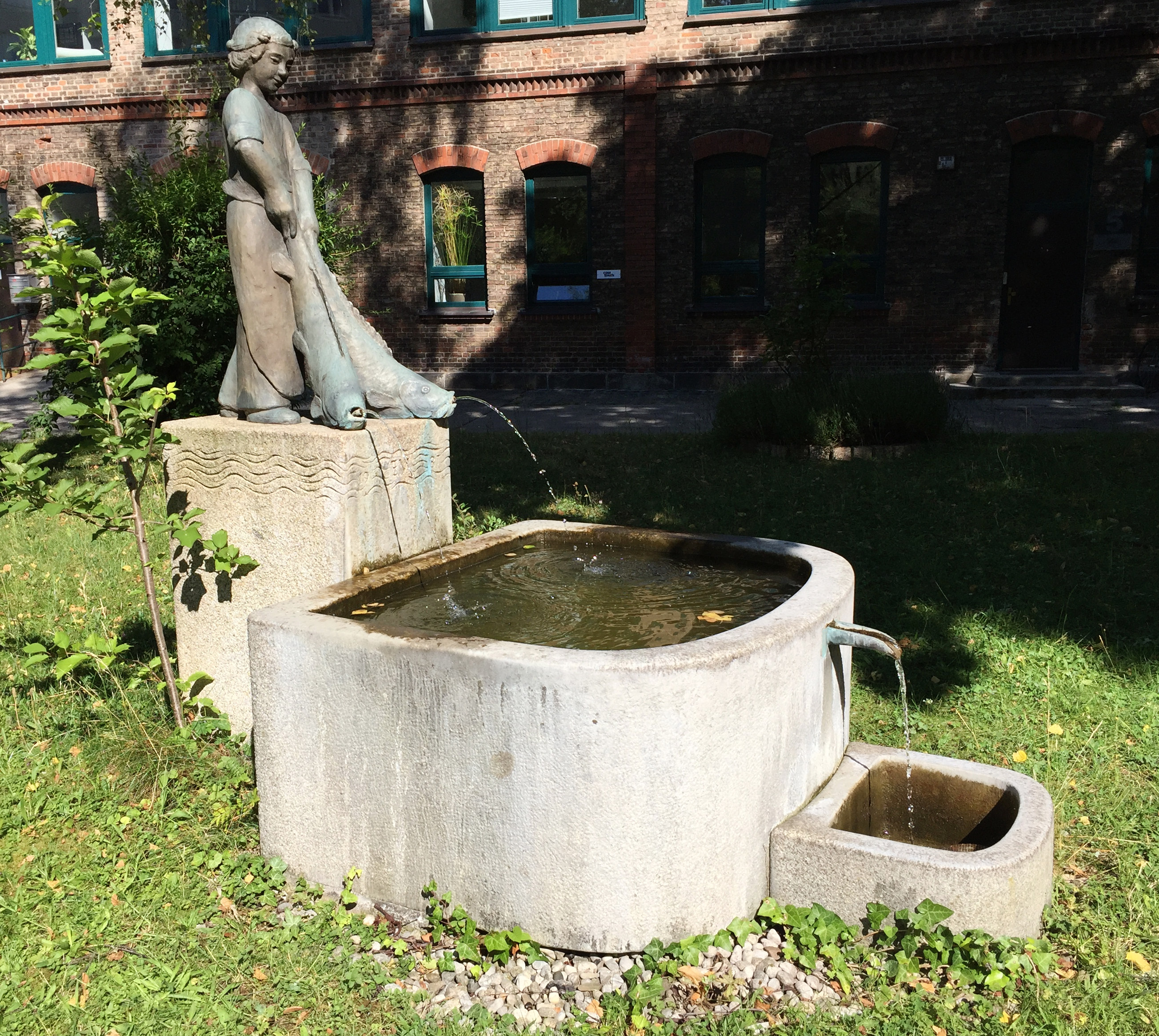
Brunnen Lazarettstraße 4

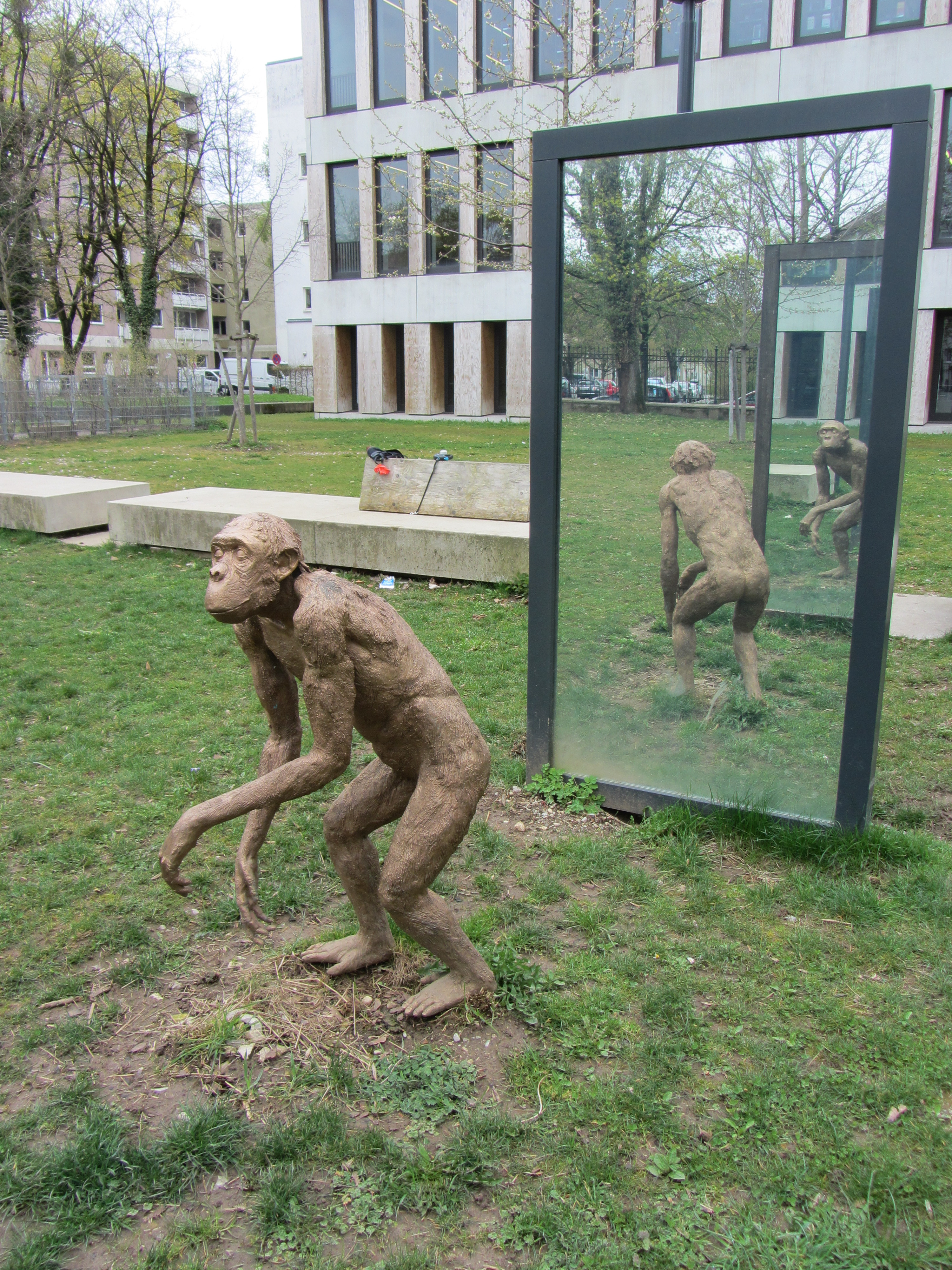
Installation Affe - Spiegel

- Affe-Spiegel, vor Hausnr. 62 (nördlich des Herzzentrums, im Park der Hochschule München)